# Samuel Danishefsky
Samuel Joseph Danishefsky (* 10. März 1936 in Bayonne, New Jersey) ist ein US-amerikanischer Chemiker.

## Leben und Werk
Samuel Danishefsky machte 1956 seinen Bachelor in Chemie an der Yeshiva University. 1962 wurde er bei Peter Yates mit dem Thema Rearrangements of diazo derivatives of the bicyclo (2.2.1) heptane system an der Harvard University zum Doktor der Chemie promoviert. Von 1961 bis 1963 war er Post-Doktorand bei Gilbert Stork an der Columbia University. Dann wechselte er an die University of Pittsburgh, wo er sich vom Assistenzprofessor (1964–68) über außerordentlicher Professor (1968–71) und Professor (1971–79) zum Universitätsprofessor (1978–79) hinaufarbeitete. 1979 bis 1993 war er Professor an der Yale University, wo er von 1981 bis 1987 auch Dekan der Chemie-Fakultät war, 1983 bis 1989 Eugene Higgins Professor und 1989 bis 1993 Sterling Professor war. Seit 1991 ist Danishefsky Direktor am Labor für Bioorganische Chemie am Memorial Sloan-Kettering Cancer Center, New York. Seit 1993 hat er zusätzlich den Eugene W. Kettering Chair am Sloan-Kettering Institute for Cancer Research und eine Chemieprofessur an der Columbia University inne.
Danishefsky beschäftigt sich mit der Entwicklung neuer Synthesemethoden in der Organischen Chemie. Er geht besonders zwei Richtungen nach: Erstens der Synthese kleiner, klinisch nutzbarer Moleküle, die zum Beispiel zur Behandlung von Krebs, Alzheimer, Huntington und Parkinson genutzt werden sollen. Dabei beginnt er mit natürlichen, biologisch wirksamen Molekülen, entfernt Seitenäste und manipuliert funktionelle Gruppen, um Stoffe mit höherer Wirksamkeit und verbesserten pharmakologischen Eigenschaften zu erhalten. Die zweite Stoßrichtung seiner Forschung ist die Synthese von Tumorantigenen auf Kohlenhydratbasis. Dazu erschafft er komplexe Oligosaccharide, Glycokonjugate und Glykopeptide.

## Auszeichnungen (Auswahl)
- 1980 Ernest Guenther Award in Chemistry of Natural Products (American Chemical Society)
- 1986 Aldrich Award for Creative Work in Synthetic Organic (American Chemical Society)
- 1987 Ehrendoktorwürde, Yeshiva University
- 1988 Edgar Fahs Smith Award (American Chemical Society)
- 1991 Graduate Training Awardee (Pfizer)
- 1994 Cliff Hamilton Award (University of Nebraska)
- 1996 Tetrahedron-Preis (Elsevier)
- 1996 Wolf-Preis (zusammen mit Gilbert Stork)
- 1997 Claude S. Hudson Award in Carbohydrate Chemistry (American Chemical Society)
- 1997 Allan Day Medal (University of Pennsylvania)
- 1998 Arthur C. Cope Award (American Chemical Society)
- 1999 Nagoya Gold Medal
- 1999 Nichols Medal (American Chemical Society)
- 2000 H.C. Brown Medal (American Chemical Society)
- 2001 F. A. Cotton Medal for Excellence in Chemical Research (American Chemical Society)
- 2002 Award for Creativity in Organic Chemistry (Pfizer)
- 2006 NAS Award in Chemical Sciences (National Academy of Sciences)
- 2006 Benjamin Franklin Medal in Chemistry (Franklin Institute)
- 2006 Bristol-Myers Squibb Distinguished Achievement Award in Organic Synthesis
- Award for Creative Work in Chemical Synthesis (American Chemical Society)
- 2013 Ralph F. Hirschmann Award in Peptide Chemistry (American Chemical Society)
- 2018 Sir Derek H. Barton Gold Medal (Royal Society of Chemistry)

## Mitgliedschaften
- 1980 Japanese Society for the Promotion of Science
- 1984 American Academy of Arts and Sciences
- 1985 American Association for the Advancement of Science
- 1986 National Academy of Sciences
- 1987 Connecticut Academy of Sciences
- American Chemical Society
- Swiss Chemical Society
- Japanese Chemical Society